# Micro-MBA
Un Micro-MBA est un programme de cours basé sur des sessions en classe accompagnées de réunions de tutorat. Le but de ce type de programme est d’enseigner à des entrepreneurs, principalement dans des pays en développement, les fondamentaux du commerce afin de leur permettre de créer et de faire fonctionner leur entreprise avec succès. Ce terme Micro-MBA fait référence au terme mondialement connu de Master of Business Administration (MBA). Mais en ce qui concerne ce terme de Micro-MBA, aucune définition officielle n’existe encore. Le contenu théorique de ce programme aborde des sujets tels que la gestion de la trésorerie et des stocks, la gestion de la relation client, ou encore le marketing, qui peuvent être utiles au quotidien pour les entrepreneurs.

## Objectif
Le principal objectif d’un Micro-MBA est de fournir aux entrepreneurs des compétences commerciales et managériales fondamentales qu’ils peuvent appliquer dans leur activité quotidienne au sein de leur entreprise. De plus, ce type de programme est censé leur permettre de travailler de façon autonome.

## Histoire
En 1998, en Afrique du Sud, le Trident Institute a ouvert le premier Micro- MBA à destination des entrepreneurs sud-africains qui avaient un accès limité à ce type de formation. Le programme se concentrait sur l'enseignement de compétences commerciales essentielles en classe, et incluait également des sessions de tutorat en parallèle des cours. Depuis sa création, plus de 160 000 personnes ont suivi ce programme Micro-MBA au Trident Institute. Plusieurs études ont montré qu’entre 67 % et 81 % des anciens étudiants de ce programme ont vu leur entreprise fonctionnait ou sont rentrés dans le marché du travail dans les 18 mois qui ont suivi la  fin du programme.
Le programme est devenu un outil éducatif à succès dans le développement économique de l’Afrique du Sud, et s’est logiquement étendu à d’autres pays africains, asiatiques et sud-américains. Parmi les pays africains on peut citer : le Swaziland, Le Lesotho, la Namibie, la Zambie, le Kenya, le Ghana et le Nigeria. On peut remarquer que ces pays partagent une caractéristique commune : un accès très difficile pour les gens d’origine modeste à une formation commerciale et managériale.
Ce programme a également été décrit par le "London Financial Times" comme étant "Brillamment Simple et Simplement Brillant" (en anglais : "Brilliantly Simple and Simply Brilliant!"). Le fondateur et actuel CEO du Trident Institute, Cedric Buffler, a gagné le prix de Outstanding Social Entrepreneur délivré par la Schwab Foundation, en 2007.

## Critères d'admission
La plupart des organismes qui proposent des programmes de type « Micro-MBA » sont des organisations privées, ou financés par des organisations privées. Les critères d’admissions peuvent varier d’un organisme à un autre, mais il est notamment requis que les participants aient déjà une entreprise ou une idée d’entreprise qu’ils veulent fonder après le programme. Dans la plupart des cas, il n’y a pas d’exigences académiques particulières. Les critères les plus importants sont le degré de motivation et la volonté d’appliquer l’apprentissage théorique fournie à leurs entreprises. Des entretiens ont lieu pour choisir les participants, afin de garantir le sérieux des effectifs. La plupart des cours sont gratuits, mais cela peut bien sûr varier en fonction du contenu et de l’organisation.

## Structure et contenu des cours
Les maîtres de conférences qui animent les cours sont des entrepreneurs ou des enseignants spécialisés. Les sessions de tutorat et de coaching qui viennent s’ajouter aux cours classiques visent à garantir la réussite de ce programme à long terme. Les supports de cours sont souvent simples (livres de cours, calculettes…).
Les cours théoriques portent typiquement sur les sujets suivants :
- Gestion des stocks
- Gestion de la trésorerie
- Marketing
- Compétences commerciales (vente, négociation)
- Gestion des achats
- Gestion des coûts et des prix